# Mudita
Mudita – jest buddyjskim określeniem pochodzącym z języka pali i sanskrytu, które oznacza radość z powodu pomyślności innych, empatyczną radość, radosne współczucie, altruistyczną radość, współradość. Można spotkać się też z określeniem najwyższa radość. Mudita jest czasem przedstawiana jako przeciwieństwo przyjemności czerpanej z czyjegoś nieszczęścia (w języku niemieckim istnieje określający to termin Schadenfreude). Mudita jest trzecią z Czterech Niezmierzoności.
Termin mudita jest często tłumaczony ogólnie jako empatyczna lub altruistyczna radość, przyjemność pochodząca z rozkoszowania się powodzeniem innych, w przeciwieństwie do żalu czy zazdrości. Wielu buddyjskich nauczycieli interpretuje muditę w sposób bardziej ogólny, jako pojęcie odnoszące się do wewnętrznego źródła najwyższej radości, która jest dostępna zawsze i każdemu, bez względu na okoliczności. Im więcej człowiek czerpie z tego źródła, tym pewniejszym staje się w swojej obfitej i szczodrej szczęśliwości, a w rezultacie łatwiej przychodzi mu rozkoszowanie się radością innych.
Tradycyjnym przykładem stanu mudita jest postawa rodzica obserwującego dokonania i sukcesy swojego wzrastającego dziecka. W przeciwieństwie do innych szlachetnych stanów umysłu, mudita zgodnie z tradycją nie jest kultywowana w odniesieniu do siebie samego, a tylko w odniesieniu do innych. Uważa się również, że spośród czterech niezmierzoności jest to stan najtrudniejszy w praktykowaniu.
Osiągając wprawę we wzbudzaniu mudity praktykujący wyzbywa się zazdrości i zawiści w stosunku do innych, oraz ekscytacji w stosunku do własnych osiągnięć. Ekscytację uważa się za bezpośrednie choć subtelne przeciwieństwo mudity, ponieważ stan ten świadczy o egoistycznym lgnięciu do przyjemnych doświadczeń i o ciągłym poczuciu nienasycenia lub braku, z którego w pewnych warunkach wyrasta zazdrość.